# Reserva nacional Los Flamencos
La Reserva Nacional los Flamencos fue creada en 1990 por la CONAF, posee 73 986,5 ha, se ubica en la cuenca del salar de Atacama, en la comuna de San Pedro de Atacama, Región de Antofagasta, en Chile.
Esta Reserva está dividida en 7 sectores ubicados a diferentes alturas, cada uno con condiciones climáticas particulares, lo que provoca que cada sector posea diferente población vegetal y animal. 
Algunos sitios de la reserva poseen importancia arqueológica ya que en ellos se encuentran vestigios de pueblos precolombinos, como la Aldea de Tulor.

## Sectores
De acuerdo al decreto de creación de la Reserva nacional de Los Flamencos, existen siete sectores a saber:

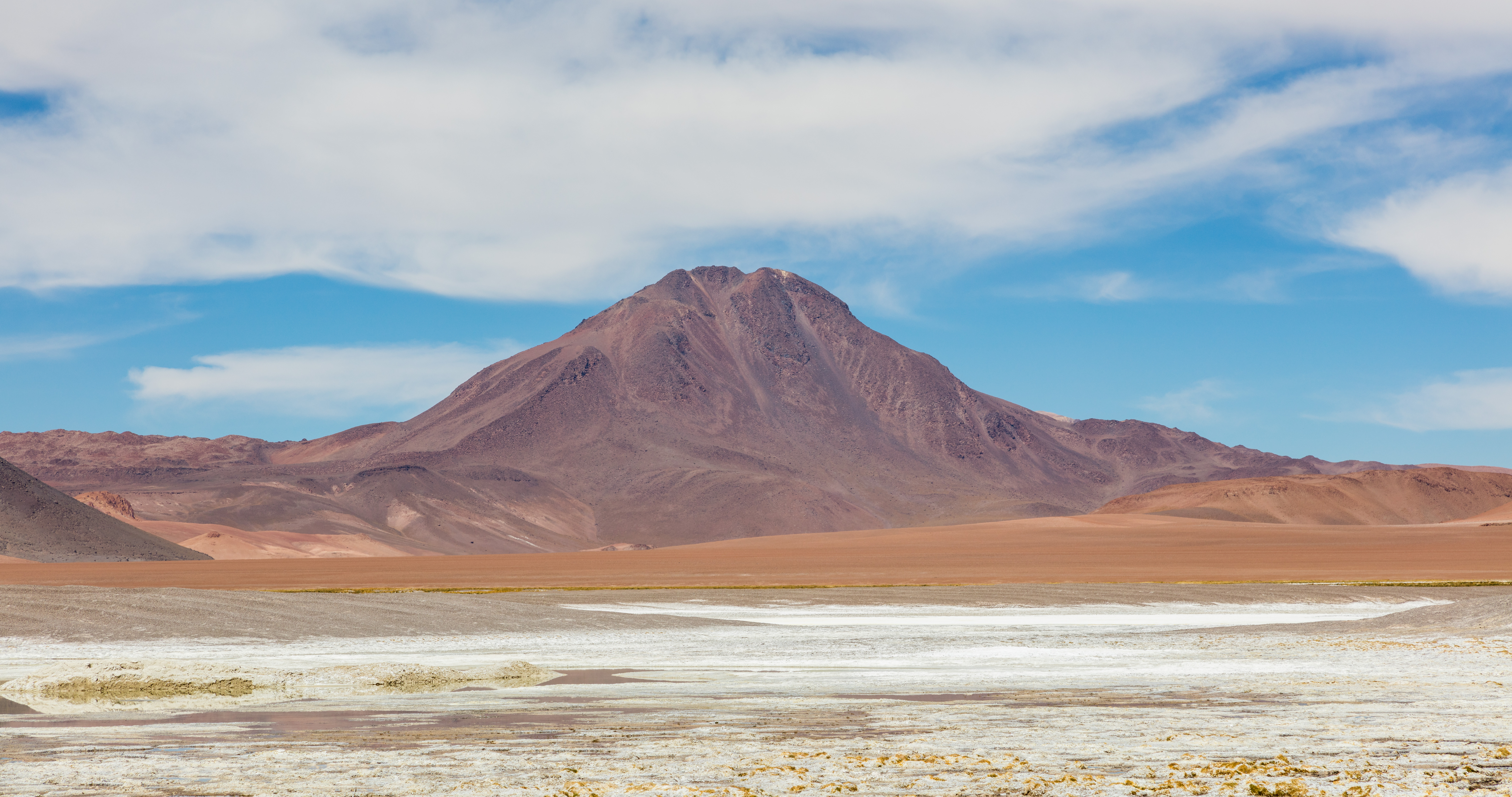
Salar de Pujsa.

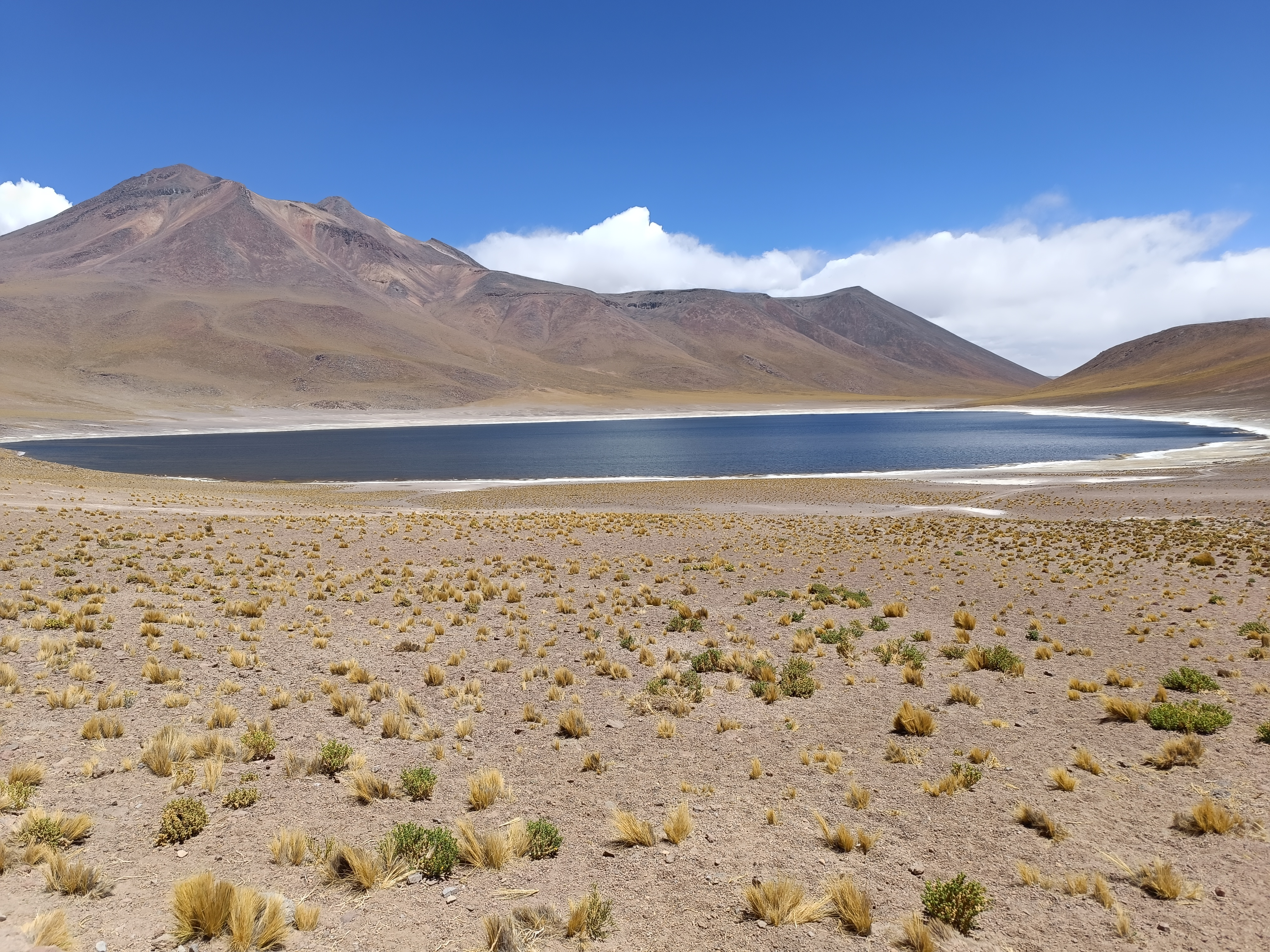
Laguna Miñiques.

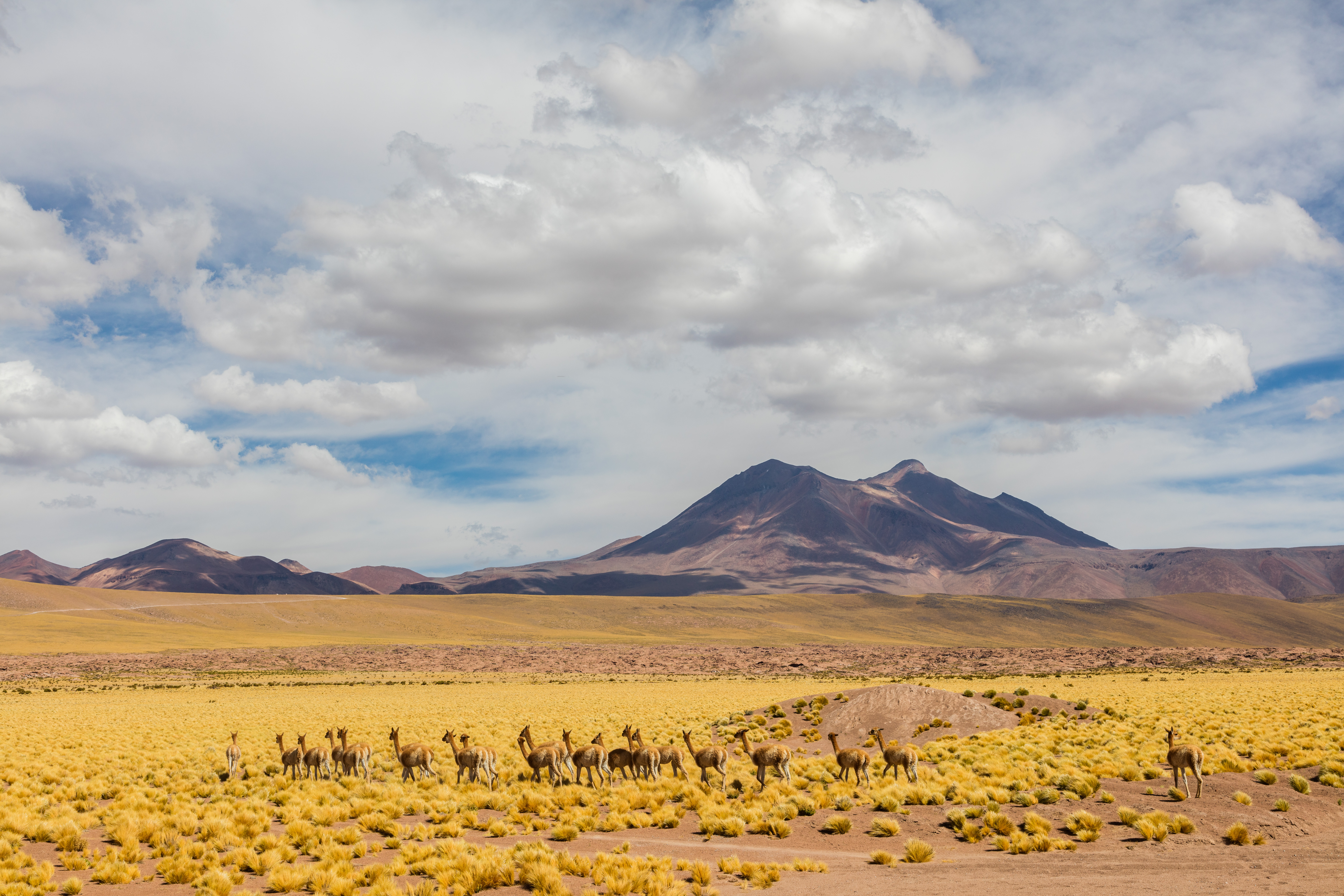
Valle de La Luna en la Reserva Nacional Los Flamencos.

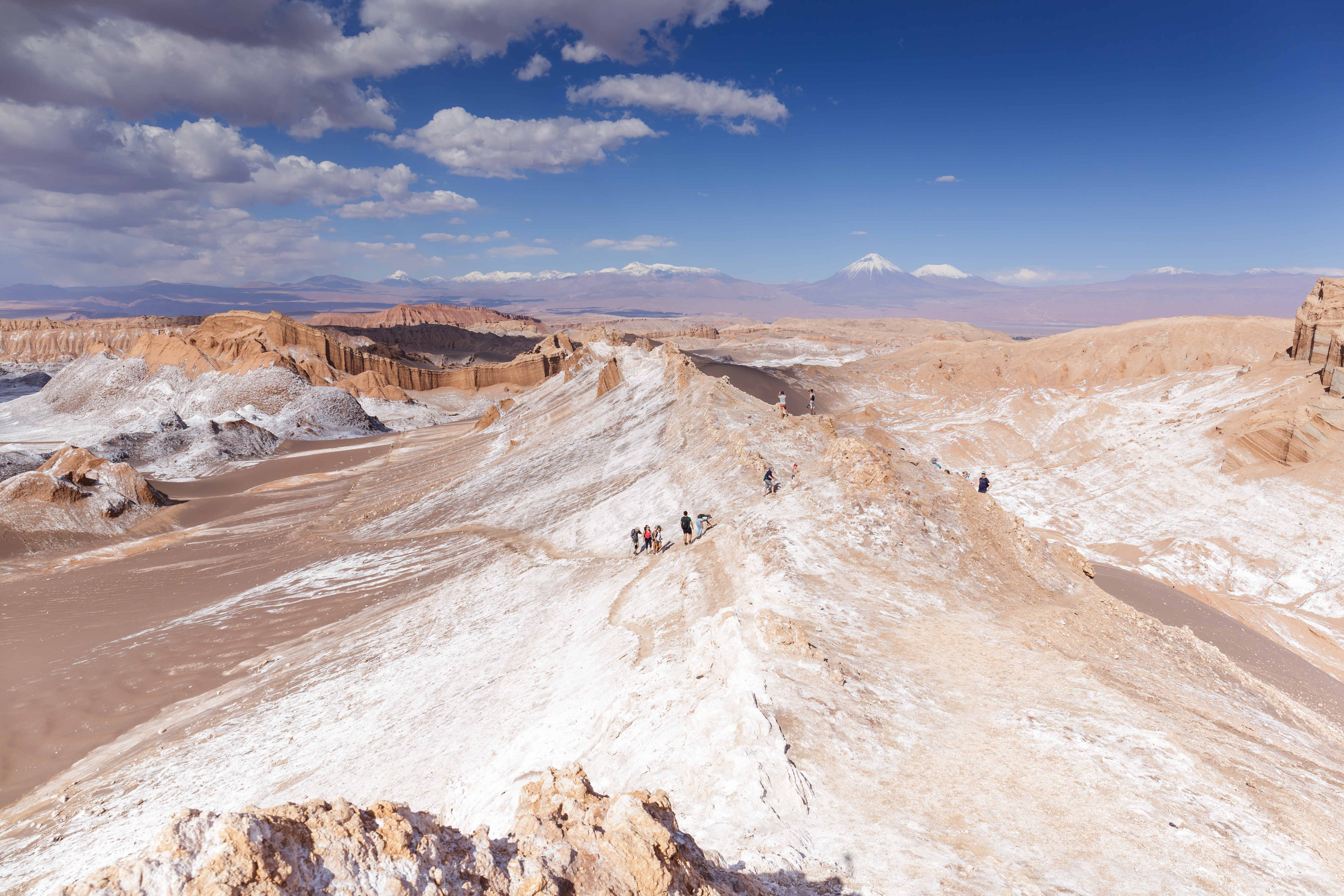
Valle de La Luna en la Reserva Nacional Los Flamencos.

### Sector 1: Salares de Tara y Aguas Calientes 1
Posee una superficie aproximada de 36.674,12 Hás. 23°09′01.7″S 67°24′28.1″O / -23.150472, -67.407806 Ubicado en las proximidades de la Ruta Internacional 27- CH que une a San Pedro de Atacama con el Paso de Jama. Se sitúa a 100 km al este de Valle de la Luna, posee una altura máxima de 4.860 m s. n. m. El lugar posee grandes volcanes y en él se encuentran los salares de Tara y Aguas Calientes, además de los salares, en el sector existen recursos hídricos como las lagunas de Tara y Negra, y el río Zapaleri.

### Sector 2: Salar de Pujsa
Posee una superficie aproximada de 5.702,69 Hás. 23°12′26.7″S 67°31′30.6″O / -23.207417, -67.525167 Ubicado en las proximidades de la Ruta Internacional 27- CH que une a San Pedro de Atacama con el Paso de Jama.Se caracteriza por las formas del relieve, que presenta una 
depresión inter-montaña, planos ondulados y estructuras volcánicas. En los salares pueden se pueden observar diferentes especies de flamencos, al igual que otras aves.

### Sector 3: Lagunas Miscanti y Miñiques
Posee una superficie aproximada de 10.977,27 Hás. 23°44′48.7″S 67°47′30.6″O / -23.746861, -67.791833 Ubicado en las proximidades de la Ruta Internacional 23- CH que une a San Pedro de Atacama con el Paso de Sico, al sur este de la localidad de Socaire. Se ubican a más de 4000 m s. n. m., ahí se encuentran el cerro Miscati y el Miñiques, cada uno con alturas de 5.622 m y 5.910 m respectivamente.

### Sector 4: Sistema hidrológico de Soncor
Posee una superficie aproximada de 5.016,07 Hás. 23°17′13.9″S 68°10′27.0″O / -23.287194, -68.174167 Ubicado en las proximidades de la Ruta Internacional 23- CH que une a San Pedro de Atacama con el Paso de Sico al sur oeste de la localidad de Toconao. Es el depósito de sal más grande de Chile, está formado por algunas de las lagunas del salar. En Soncor encontramos las lagunas Puilar, Chaxa y laguna Barros Negros.

### Sector 5: Salar de Atacama (Quelana)
Posee una superficie aproximada de 4.135,67 Hás. 23°27′03.2″S 68°06′15.6″O / -23.450889, -68.104333 Ubicado en las proximidades de la Ruta Internacional 23- CH que une a San Pedro de Atacama con el Paso de Sico al oeste de la localidad de Camar. Es el depósito de sal más grande de Chile, está formado por algunas de las lagunas del salar. En Quelana, encontramos la laguna Burros Muertos.

### Sector 6: Valle de la Luna
Posee una superficie aproximada de 5.467,52 Hás. 22°55′09.1″S 68°15′41.6″O / -22.919194, -68.261556 Ubicado en las proximidades de San Pedro de Atacama, Este sector incluye al Valle de la Luna, la cordillera de la Sal y al sitio arqueológico de Aldea de Tulor.

### Sector 7: Tambillo
Posee una superficie aproximada de 6.013,16 Hás. 23°02′53.1″S 68°07′20.1″O / -23.048083, -68.122250 Ubicado junto a la Ruta Internacional 23- CH que une a San Pedro de Atacama con el Paso de Sico entre las localidades de San Pedro de Atacama y Toconao. Su principal característica es poseer 370 ha de bosque de tamarugo.

## Clima
El clima predominante es el desértico, pero debido al tamaño de la reserva en ella existen diferencias climáticas importantes.
En los sectores del Salar de Tara - Salar Aguas Calientes, Salar de Pujsa y Lagunas Miscanti – Miñiques, la temperatura media mensual varía entre los 0 y los 7 °C, mientras que la media máxima se encuentra entre los 3 y los 12 °C y la media mínima entre 3 y 5 °C. 
En los sectores Salar de Atacama (Soncor y Quelana), Valle de la Luna y Tambillo la media anual se encuentra entre los 9 y los 19 °C, la media mínima entre 0 y 16 °C y la media máxima entre 10 y 20 °C.

## Flora y Fauna

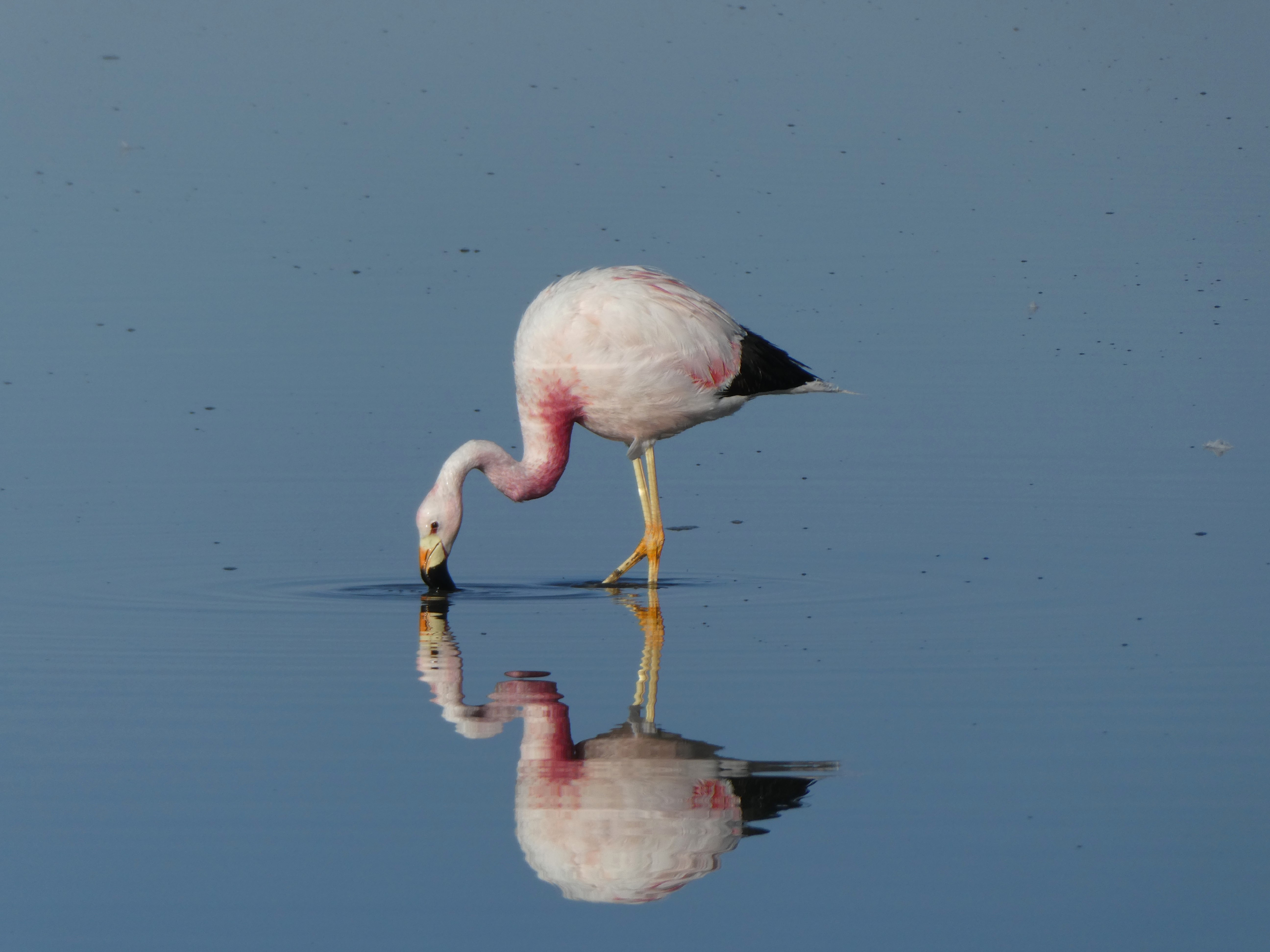
Flamenco andino o parina grande, con patas de color amarillo.

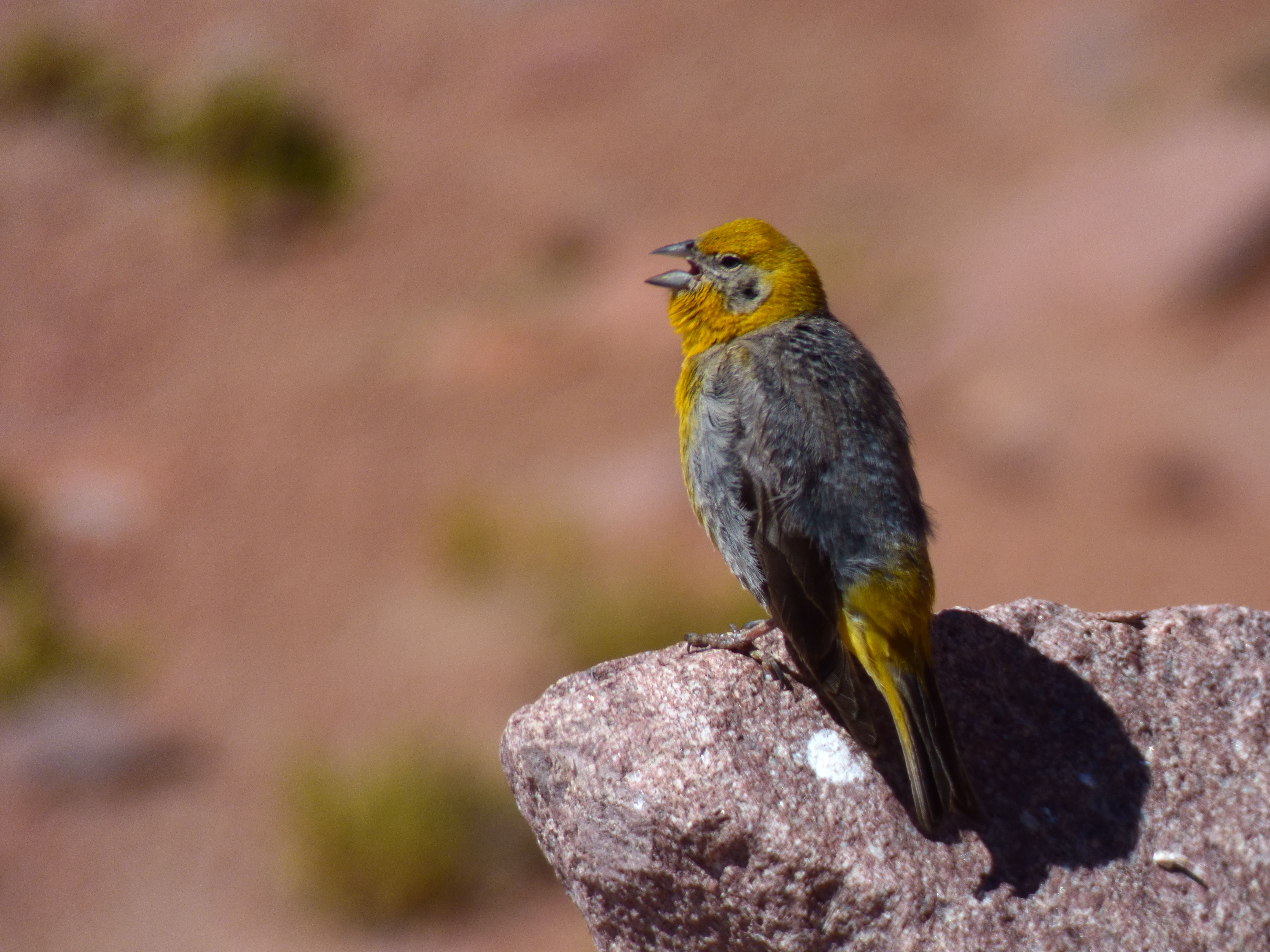
Chirihue cordillerano.

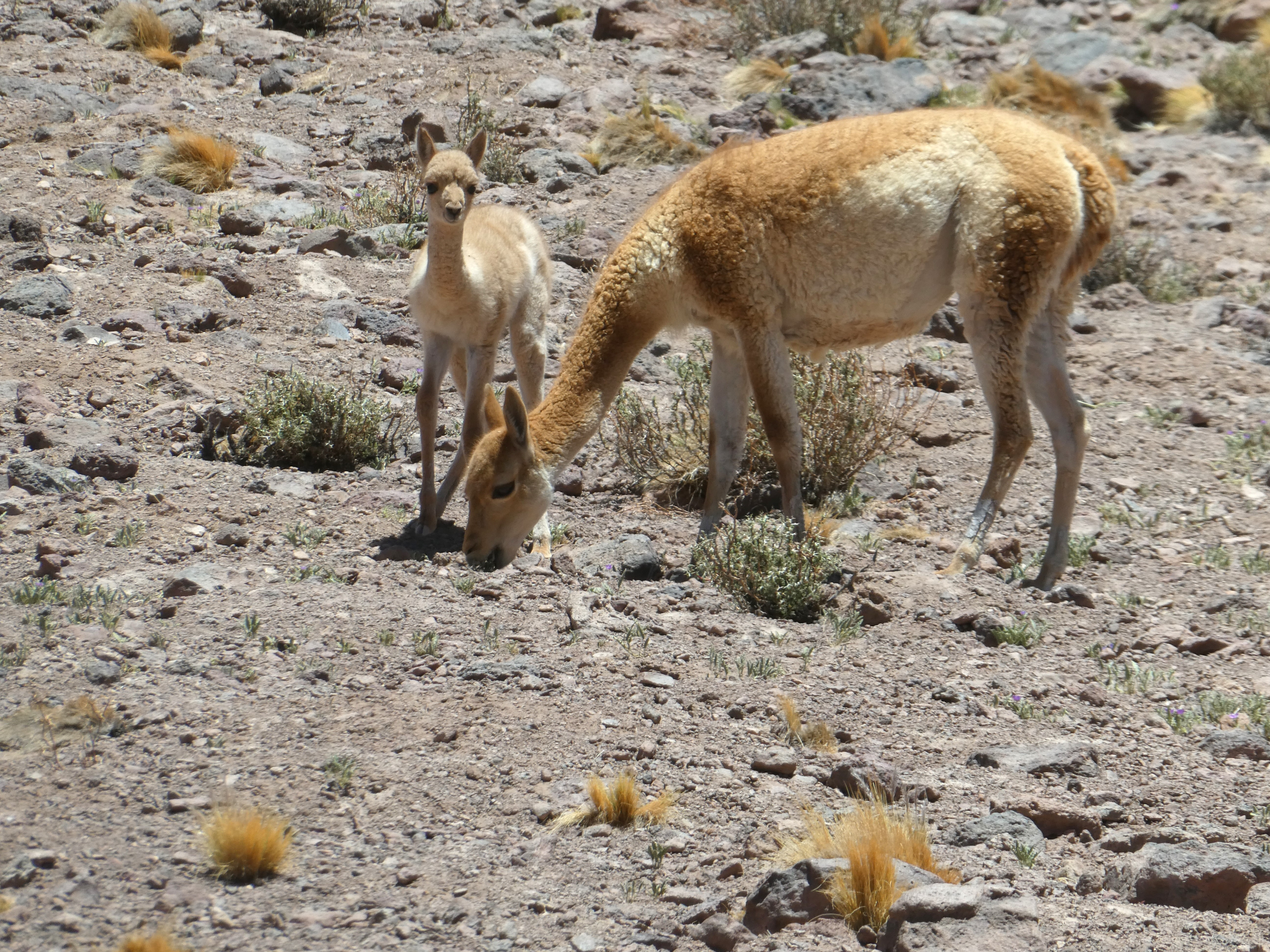
Cría de vicuña y su madre.

### Flora
- Llareta
- Paja brava
- Breas
- Tolas de agua
- Cachiyuyo
- Tamarugo
- Baccharis
- Frankenia
- Petiolata

### Fauna
- vicuña
- Zorro culpeo
- Zorro chilla
- Vizcacha
- Chinchilla
- Cururos
- Caití
- Golondrina de los riscos
- Pequén
- Gaviota andina
- Ñandú de la Puna
- Cóndor de los Andes
- Parina chica
- Parina grande
- Flamenco chileno
- Tagua cornuda

## Vías de Acceso
- Sector Salares de Tara y Aguas Calientes. Desde San Pedro de Atacama por la ruta 27-CH, se encuentra distante a 116 km de San Pedro de Atacama.[4][5]
- Sector Salar de Pujsa. Desde San Pedro de Atacama por la ruta 27-CH, se encuentra a 84,6 km de San Pedro de Atacama.[6][7]
- Sector Lagunas Miscanti y Miñiques. Desde San Pedro de Atacama por la ruta 23-CH,se encuentra a 113 km de San Pedro de Atacama.[8][9]
- Sector Salar de Atacama (Soncor). Desde San Pedro de Atacama por la ruta 23-CH, se encuentra a una distancia de 63 km de San Pedro de Atacama a través de la ruta 23CH y ruta B373.[10] En el sector Soncor[2] se encuentra la Laguna Chaxa y la Laguna Barros Negros.[2][11]
- Sector Salar de Atacama (Quelana). Desde San Pedro de Atacama por la ruta 23-CH, se encuentra a 79,5 km de San Pedro de Atacama por la Ruta 23 CH y ruta B379.[12][11]
- Sector Valle de la Luna. Desde San Pedro de Atacama por la ruta 23-CH, se encuentra una distancia de 5,9 km a través de la Ruta 23 CH.[13]
- Sector Tambillo. Desde San Pedro de Atacama por la ruta 23-CH, se encuentra a una distancia de 16,6 km de San Pedro de Atacama.[14][15]

## Visitantes
Este parque recibe una gran cantidad de visitantes chilenos y extranjeros cada año.
| Año         | 2014    | 2015    | 2016    | 2017    | 2018    | 2019    | 2020   | 2021  | 2022  | 2023    | 2024   |
| ----------- | ------- | ------- | ------- | ------- | ------- | ------- | ------ | ----- | ----- | ------- | ------ |
| chilenos    | 107.983 | 120.968 | 176.172 | 221.579 | 269.148 | 198.029 | 30.773 | 4.370 | 1.483 | 35.478  | 23.442 |
| extranjeros | 155.159 | 189.730 | 242.512 | 310.227 | 358.006 | 367.737 | 60.307 | 120   | 179   | 68.336  | 55.226 |
| Total       | 263.142 | 310.698 | 418.684 | 531.806 | 627.154 | 565.766 | 91.080 | 4.490 | 1.662 | 103.814 | 78.668 |

## Protección del subsuelo
El Reserva nacional Los Flamencos cuenta con una protección de su subsuelo como lugar de interés científico para efectos mineros, según lo establece el artículo 17 del Código de Minería. Estas labores sólo pueden ser ejecutadas mediante un permiso escrito por el presidente de la República y firmado además por el ministro de Minería.
La condición de lugar de interés científico para efectos mineros fue establecida mediante Decreto Supremo N°50 de 2 de abril de 1990 y publicado el 17 de octubre de 1990.
 que fija el polígono de protección.

## Galería de imágenes

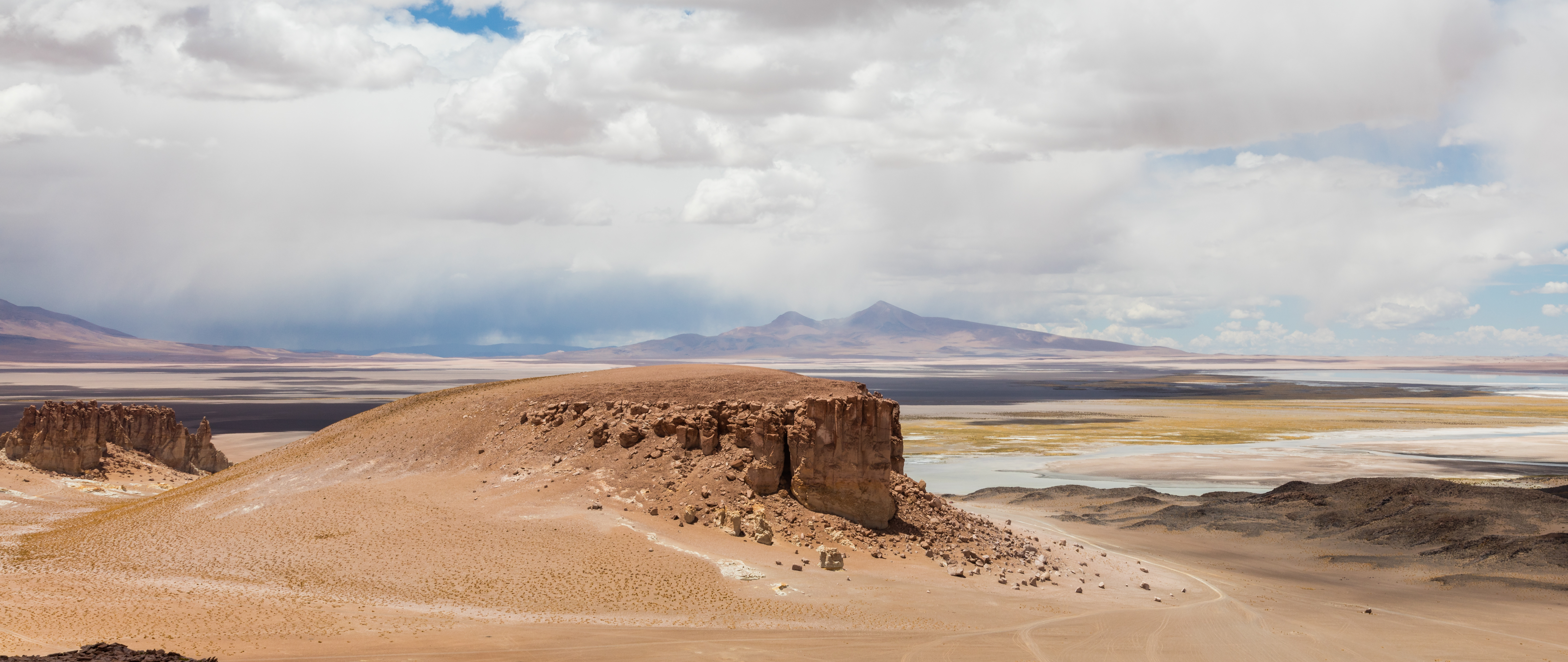
Catedrales de Tara.
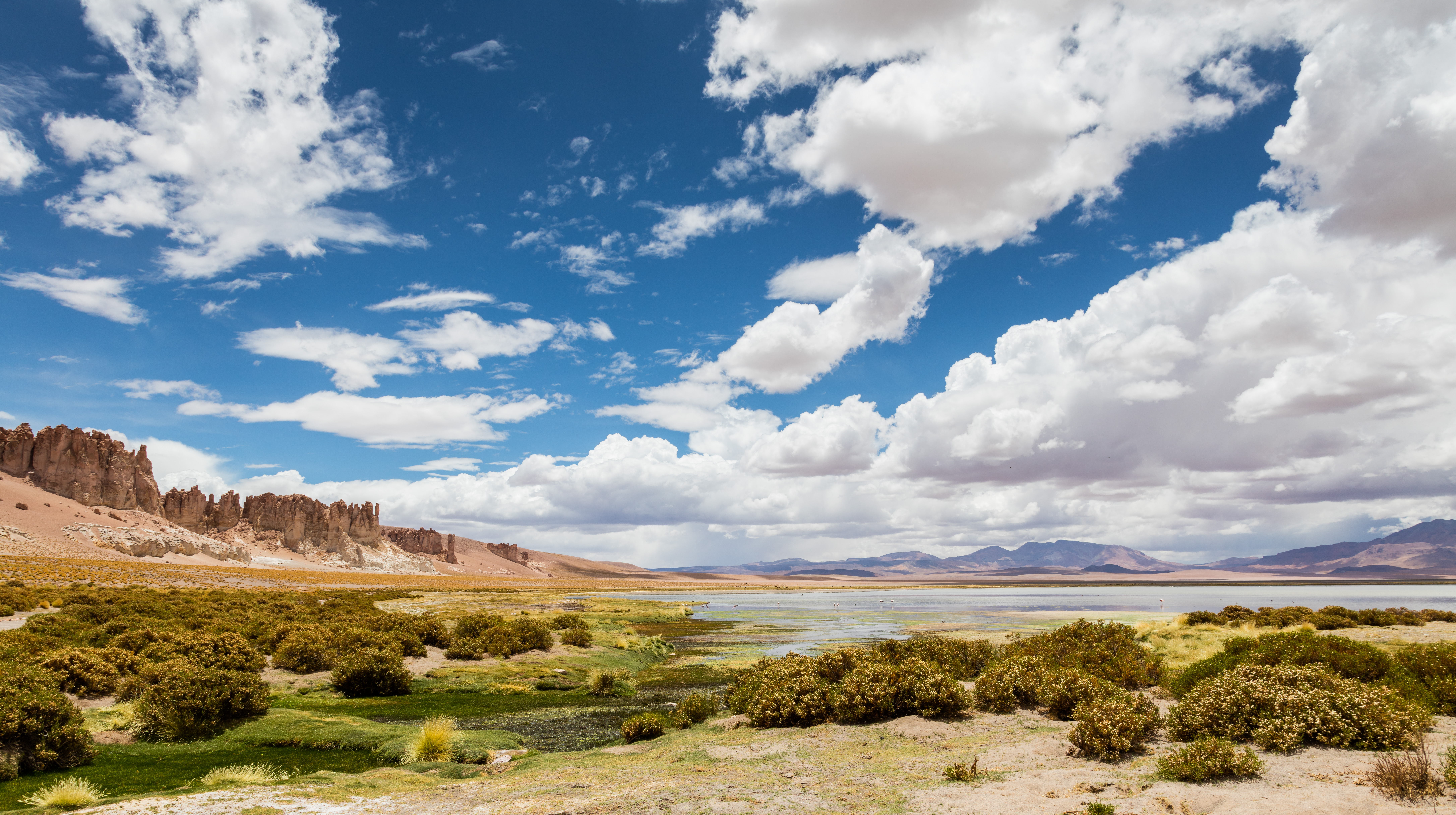
Salar de Tara.
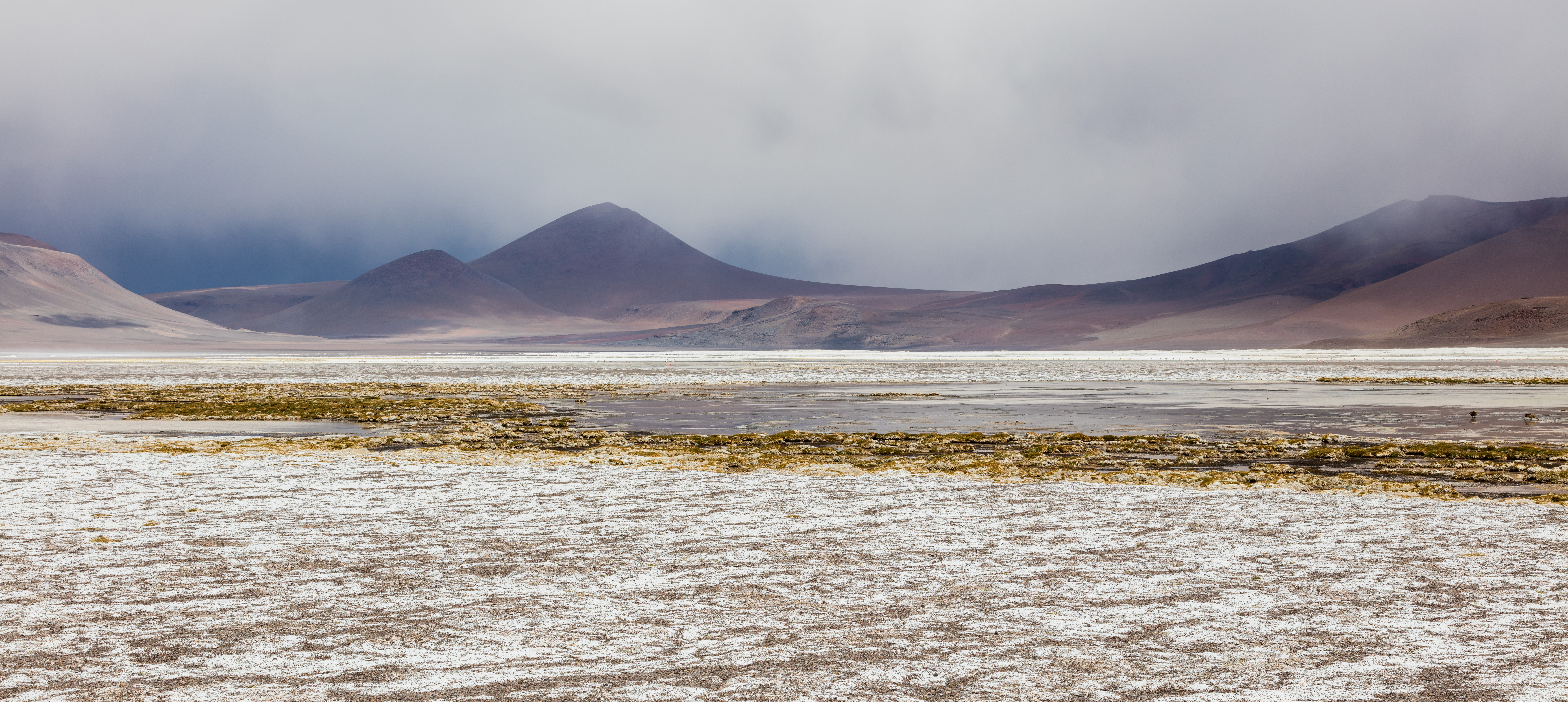
Salar de Pujsa.
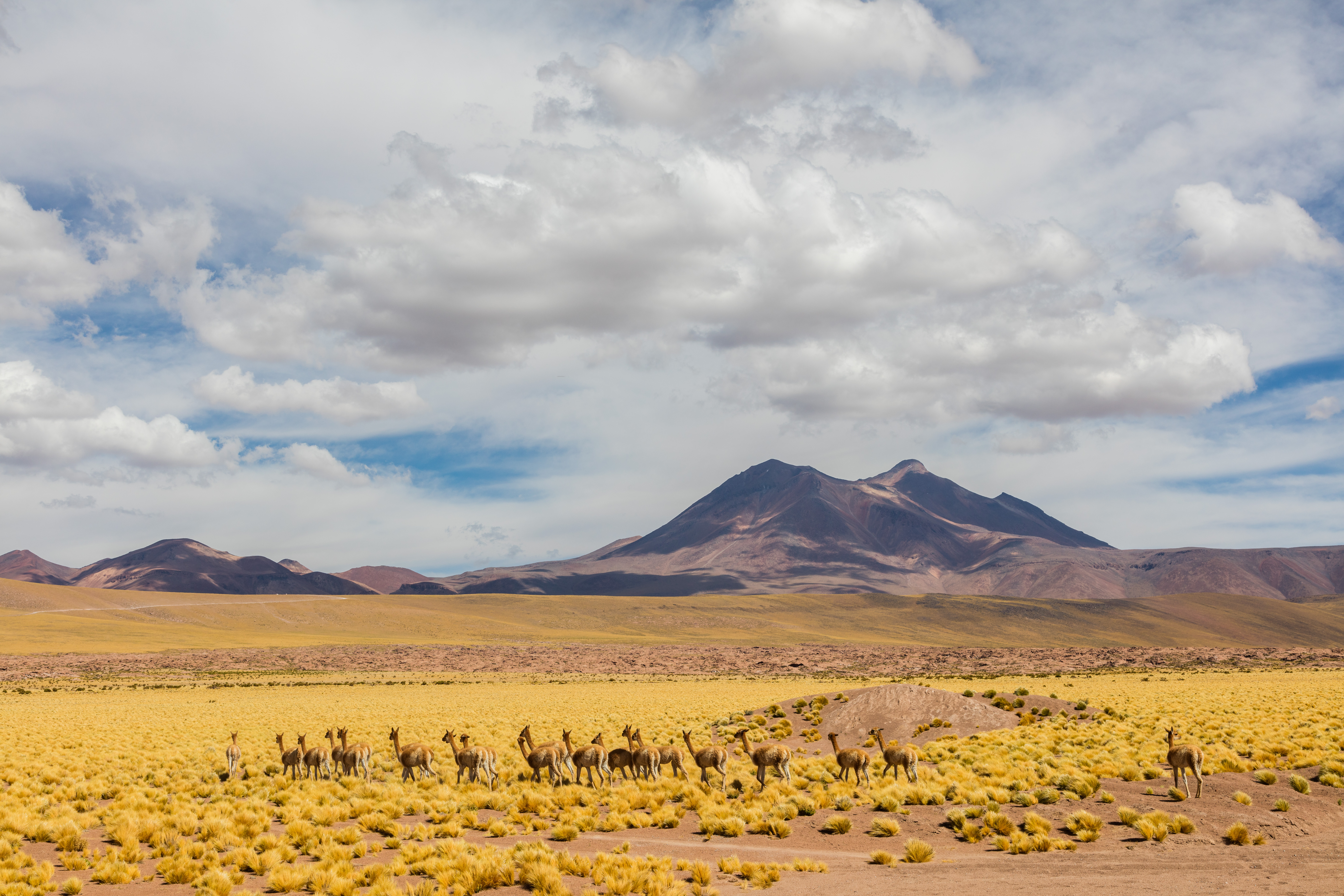
Vicuñas y volcán Miñiques.
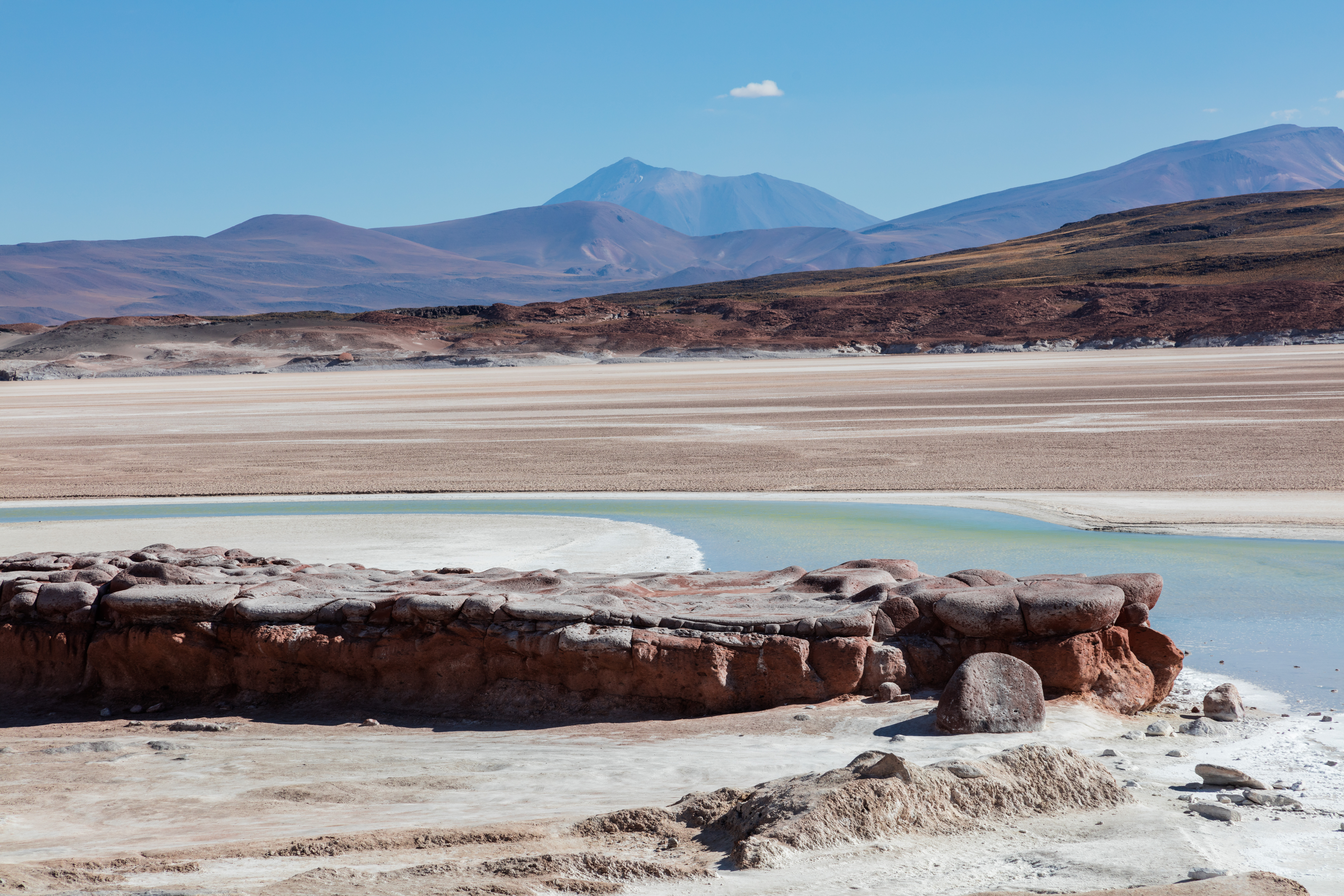
Piedras Rojas, salar de Aguas Calientes.
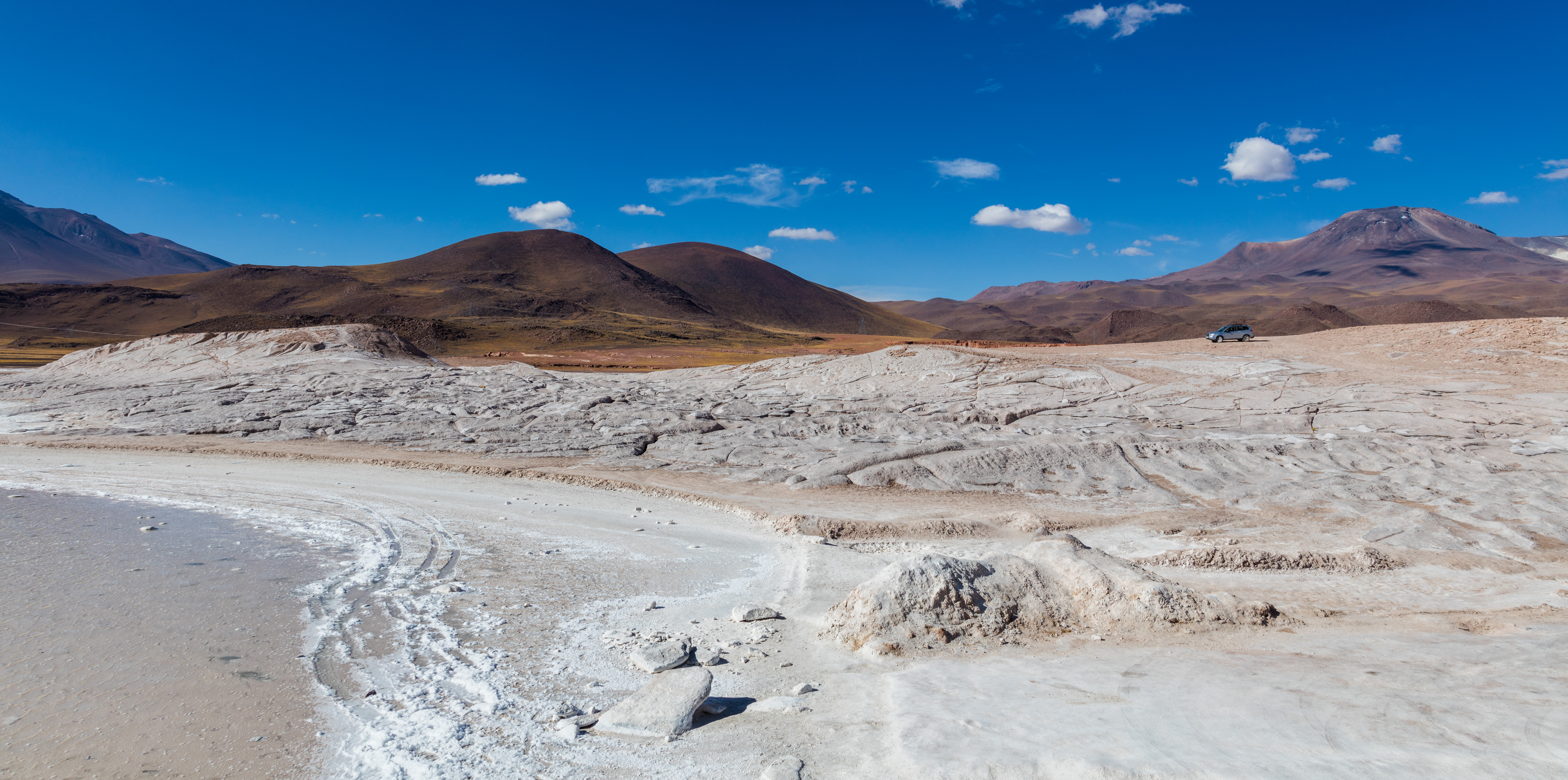
Salar de Aguas Calientes.